# Планета мајмуна: Револуција
Планета мајмуна: Револуција (енгл. Dawn of the Planet of the Apes) амерички је научнофантастични акциони филм из 2014. године, у режији Мета Ривса, док су сценарио написали Марк Бомбак, Рик Џафа и Аманда Силвер. У главним улогама су Енди Серкис, Џејсон Кларк, Гари Олдман, Кери Расел, Тоби Кебел и Коди Смит-Макфи. Представља наставак филма Планета мајмуна: Почетак из 2011. године. Радња је смештена 10 година након догађаја из претходног филма и прати групу људи у Сан Франциску који се боре да остану живи после куге која је избрисала већи део човечанства, док Цезар покушава да одржи превласт над својом заједницом интелигентних мајмуна.
Филм је реализован у америчким биоскопима 11. јула 2014. године и добио је позитивне критике од стране критичара, који су нарочито похвалили визуелне ефекте, причу, режију, глуму, музику, акционе сцене и емоционалну дубину. Остварио је и финансијски успех, зарадивши преко 710 милиона долара широм света, што га чини осмим најуспешнијим филмом из 2014. године и најуспешнијим у серијалу. Номинован је за награду Оскар у категорији за најбоље визуелне ефекте. Такође је номинован за осам награда Сатурн, укључујући оне за најбољи научнофантастични филм, најбољег режисера (Ривс) и најбољег споредног глумца (Серкис).
Наставак, назван Планета мајмуна: Рат, премијерно је приказан 2017. године.

## Радња
У филму Планета мајмуна: Револуција, нацији генетски еволуираних мајмуна, коју предводи Цезар, прети опасност од групе људи који су преживели епидемију смртоносног вируса која је избила пре десет година. Људи и мајмуни склапају натегнуто примирје, али само накратко. Сада су обе стране на ивици рата чији ће победник изаћи као доминантна врста на Земљи.

## Главне улоге
| Глумац          | Улога      |
| --------------- | ---------- |
| Енди Серкис     | Цезар      |
| Џејсон Кларк    | Малком     |
| Гари Олдман     | Драјфус    |
| Кери Расел      | Ели        |
| Тоби Кебел      | Коба       |
| Коди Смит-Макфи | Александер |